# العربية الصحراوية

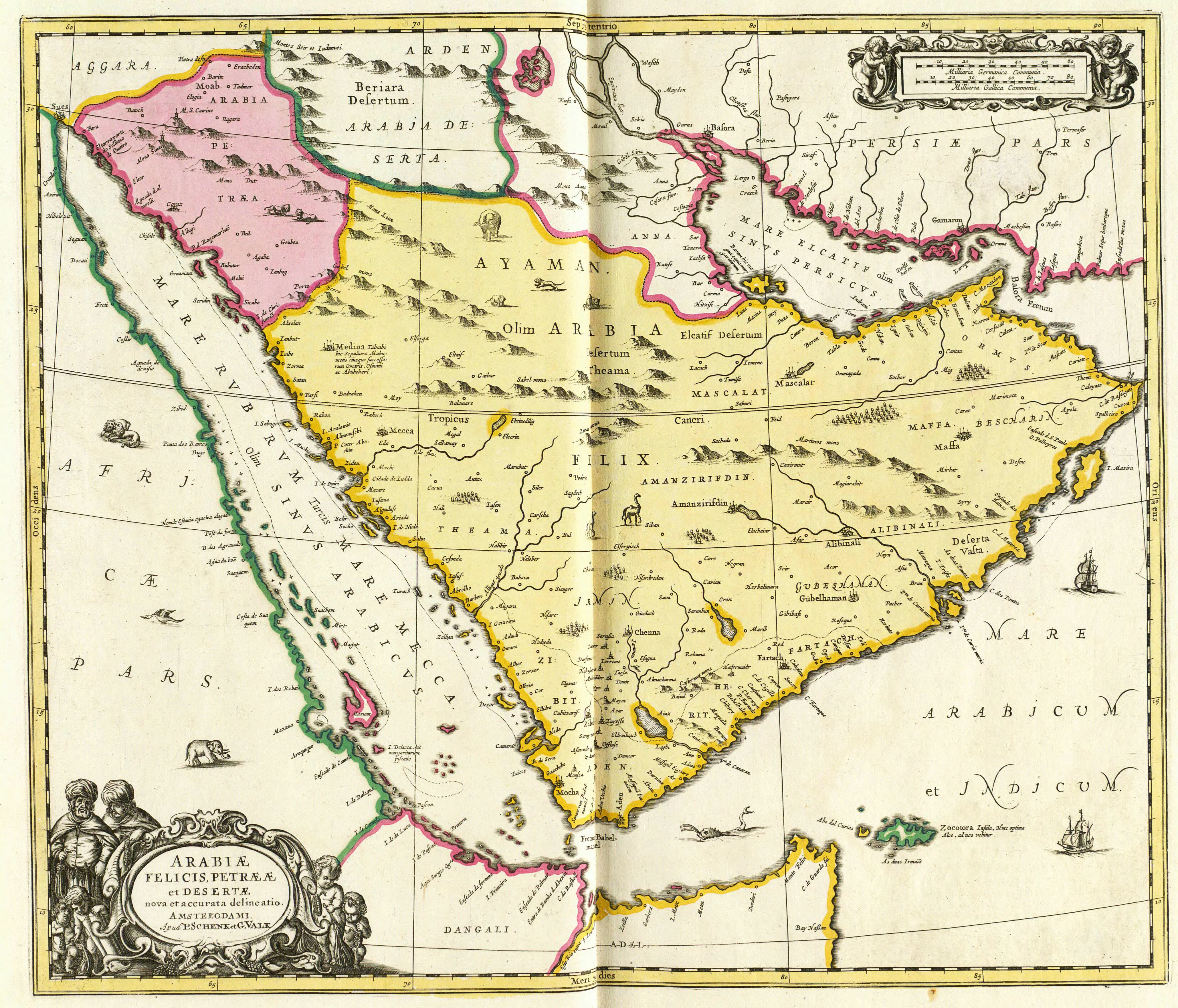
شبه الجزيرة العربية

العربية الصحراوية وكذلك تسمى باليونانية العربية الكبرى تشير باللاتينية للمنطقة الواقعة داخل الجزيرة العربية في العصور القديمة التي كان يسكن غالبها قبائل من البدو. العربية الصحراوية هي أحد التقسيمات التي قسم بها الرومان الجزيرة العربية بالإضافة إلى العربية البترائية والعربية السعيدة. ظلت هذه التسمية متداولة حتى القرن 19 و20 حيث استخدمها تشارلز داوتي في كتاب الترحال في صحاري العرب عام 1888.